# بروکسل ایرلاینز

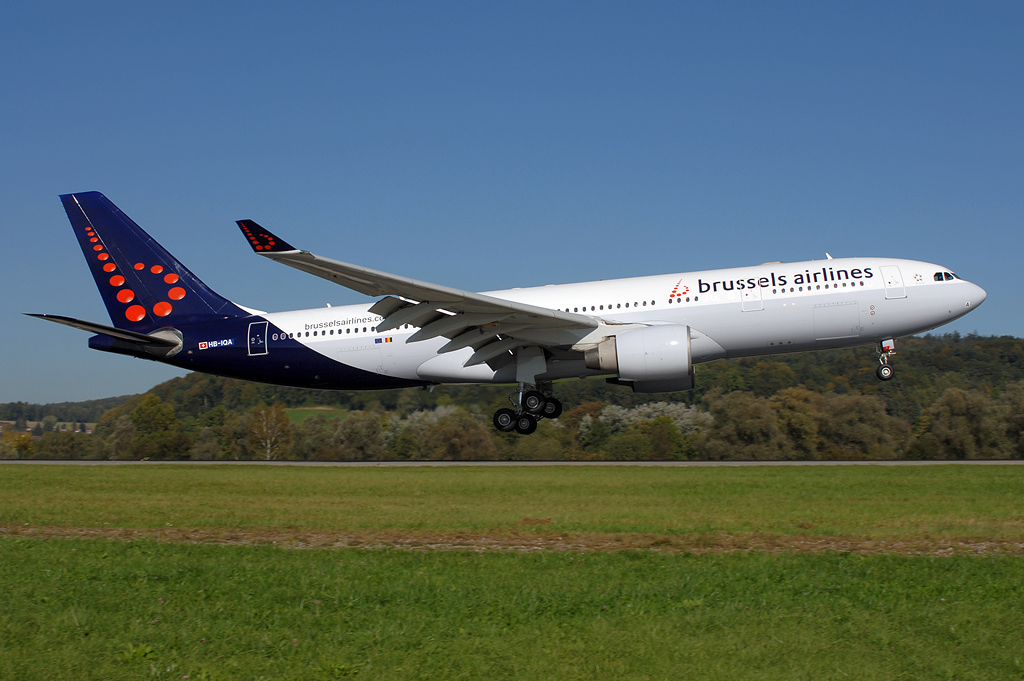
هواپیمای ایرباس ای ۳۳۰ متعلق به بروکسل ایرلاینز، در فرودگاه زوریخ

بروکسل ایرلاینز (به انگلیسی: Brussels Airlines) شرکت هواپیمایی بلژیکی است، که در سال ۲۰۰۶ با ادغام شرکت اس‌ان بروکسل ایرلاینز و شرکت ویرجین اکسپرس راه‌اندازی شد و در پی آن در تاریخ ۲۵ مارس ۲۰۰۷ شرکت فعالیت رسمی خود را آغاز نمود.
در ماه سپتامبر ۲۰۰۸ شرکت آلمانی لوفت‌هانزا اقدام به خریداری ۴۵٪ درصد از سهام بروکسل ایرلاینز نمود. این شرکت در دسامبر ۲۰۰۹ با حمایت لوفت‌هانزا به فهرست خطوط هوایی متحد استار الاینس راه یافت.
در حال حاضر شرکت بروکسل ایرلاینز روزانه به ۶۶ مقصد در سرتاسر جهان، به صورت مستقیم پرواز دارد و در ناوگان هوایی خود، دارای ۴۶ فروند هواپیمای مسافربری می‌باشد. دفتر مرکزی این شرکت در شهر مشولان، بلژیک قرار دارد و از فرودگاه بروکسل به‌عنوان قطب خود استفاده می‌نماید.